# 大魏辰
大魏辰（德語：Großweitzschen）是德国萨克森州的市镇，隶属于中萨克森县。总面积为44.45平方千米，截至2023年12月31日总人口为2,642人。